# Paruline à cou gris
Myiothlypis cinereicollis
Espèce
Statut de conservation UICN

 NT  : Quasi menacé
La Paruline à cou gris (Myiothlypis cinereicollis, anciennement Basileuterus cinereicollis) est une espèce de passereaux appartenant à la famille des Parulidae.

## Distribution et habitat

Zone de répartition de l'espèce en Amérique du Sud (en vert).

La Paruline à cou gris habite les forêts humides et montagneuses du nord de la Colombie et de l'ouest du Venezuela entre 800 m et 2 100 m d'altitude.

## Conservation
La survie de cette espèce est menacée par la conversion des forêts pour l'agriculture.